# Katie Lowes
Katie Quinn Lowes (Queens, Nueva York; 22 de septiembre de 1982) es una actriz y directora de teatro, conocida por su papel de Quinn Perkins en la serie de drama político de ABC, Scandal (2012-18).

## Vida y carrera
Lowes nació en Queens, Ciudad de Nueva York. Ella se graduó de la Universidad de Nueva York's de la Escuela de Artes de Tisch con BFA en la actuación, y más tarde se dedicó a proyectos como en la obra de teatro "Cuatro Santos en México". En 2004, Lowes consiguió su primer papel en pantalla en la serie de FX Rescue Me y, posteriormente, de coprotagonizó junto a Marcia Gay Harden en el piloto de Showtime, Hate. Lowes más tarde apareció como invitada especial en algunas series de televisión, incluyendo "Los Sopranos", Sin dejar Rastro, NCIS, Ghost Whisperer, Castle, Leverage, y El Más cercano. En el 2008 protagonizó junto a Laurie Metcalf en la serie de corta duración de comedia-drama en The CW, Easy Money. además de sus series de televisión, Lowes ha aparecido en un gran número de películas de bajo presupuesto, incluyendo The Job (2009), Bear (2010), y Cafe (2011).
Lowes es conocida por su papel de Quinn Perkins, o Lindsay Dwyer, en la serie de drama político ABC, Scandal creado por Shonda Rhimes. Antes de Scandal, Lowes había aparecido como invitada en otras series de Shonda Rhimes como Anatomía de Grey y Private Practice. Antes de que conseguir su papel en el show, ella trabajó como niñera para el hijo adoptado de Connie Britton.
Con su marido, Adam Shapiro, ella es uno de los fundadores y directores de la sede en Los Ángeles de la Compañía de Teatro IAMA, y es partidario del Sur de California de la comunidad Black Box Theater.
El 11 de julio se anunció que Lowes y su marido Shapiro harían su debut en Broadway en la producción de Camarera.

## Vida personal
Lowes vive en Los Ángeles con su marido, el actor Adam Shapiro. Shapiro interpretó al novio de su personaje en un episodio de Scandal. En mayo de 2017, anunció que ella y su esposo estaban esperando su primer hijo, un varón. anunció el nacimiento de su hijo, Albee, el 5 de octubre de 2017.
Su padre es de ascendencia irlandesa católica y su madre es judía.

## Filmografía

### Cine
| Año  | Título                                   | Papel                                                 | Notas           |
| ---- | ---------------------------------------- | ----------------------------------------------------- | --------------- |
| 2006 | Trimestre Crisis De La Vida              | Géminis                                               | Directo-a-video |
| 2008 | No man's Land: The Rise of Reeker        | Hospital Intern                                       | Directo-a-video |
| 2009 | Transformers: la Venganza de los Caídos  | De abril, el Asistente Residente                      |                 |
| 2009 | Job, TheThe Job                          | Connie                                                | Directo-a-video |
| 2009 | Círculo de Ocho                          | Elaine                                                | Directo-a-video |
| 2009 | Chris Weisberg Es Creciente Calvo        | Lexie                                                 | Cortometraje    |
| 2010 | Oso                                      | Christine                                             | Directo-a-video |
| 2011 | Phil Cobb Cena para Cuatro               | G-Amigo                                               |                 |
| 2011 | Por el Momento en que el Sol Es Caliente | La Novia                                              | Cortometraje    |
| 2011 | Super 8                                  | Tina                                                  |                 |
| 2011 | Café                                     | Kelly                                                 | Directo-a-video |
| 2011 | Los llamadores                           | Mitzi                                                 |                 |
| 2012 | Wreck-It Ralph                           | Candlehead                                            | Voz             |
| 2013 | Efectos Secundarios                      | Organizador De La Conferencia                         |                 |
| 2013 | Congelados                               | Más voces, en el trabajo de Movimiento de "Let It Go" | Voz             |
| 2014 | Big Hero 6                               | Abigail                                               | Voz             |
| 2016 | Zootopia                                 | El Dr. Madge Tejón De Miel                            | Voz             |
| 2018 | Ralph Breaks the Internet                | Candlehead                                            | Voz             |

### Televisión
| Año       | Título                      | Rol                          | Notas                                                                         |
| --------- | --------------------------- | ---------------------------- | ----------------------------------------------------------------------------- |
| 2004      | Rescue Me                   | Bloodied Girl                | Episodio: «Gay»                                                               |
| 2004-2005 | As the World Turns          | Megan                        | Reparto recurrente                                                            |
| 2005      | Hate                        | Britney                      | Piloto fallido                                                                |
| 2005      | Guiding Light               | Nurse Spector                | 1 episodio                                                                    |
| 2005      | Damage Control              | Sorority Rushee              | Episodio: «The Health Inspector»                                              |
| 2006      | The Sopranos                | Gillian                      | Episodio: «Mr. & Mrs. John Sacrimoni Request»                                 |
| 2006      | Without a Trace             | Robin Olson                  | Episodio: «The Thing with Feathers»                                           |
| 2007      | NCIS                        | Bryn Landers                 | Episodio: «In the Dark»                                                       |
| 2008      | Ghost Whisperer             | Julie Anderson               | Episodio: «The Gravesitter»                                                   |
| 2008      | Swingtown                   | Liz                          | Episodios: «Heatwave», «Take It to the Limit»                                 |
| 2008-2009 | Easy Money                  | Brandy Buffkin               | Reparto principal, 8 episodios                                                |
| 2009      | Castle                      | Rachel Maddox                | Episodio: «Home Is Where the Heart Stops»                                     |
| 2010      | Leverage                    | Ashley Moore                 | Episodio: «The Double Blind Job»                                              |
| 2010      | Private Practice            | Kendra                       | Episodio: «Take Two»                                                          |
| 2011      | Grey's Anatomy              | Blood Donor                  | Episodio: «Unaccompanied Minor»                                               |
| 2011      | Closer, TheThe Closer       | Andrea Hirschbaum            | Episodio: «To Serve with Love»                                                |
| 2012      | Royal Pains                 | Carrie                       | Episodio: «Dawn of the Med»                                                   |
| 2012-2018 | Scandal                     | Quinn Perkins/ Lindsay Dwyer | Reparto principal                                                             |
| 2017-2018 | Voltron: Legendary Defender | Commander Ladnok (voice)     | Episodios: «Begin the Blitz», «A New Defender», «Blood Duel» and «Bloodlines» |
| 2022      | Inventing Anna              | Rachel Williams              | Miniserie                                                                     |
| 2022      | This Is Us                  | Arielle                      | Episodios: «The Day of The Wedding», «The Night Before the Wedding»           |
| 2022      | Zootopia+                   | Molly Hopps, Brianca (voz)   | 2 episodios                                                                   |